# Camaricopterus ovalis
Camaricopterus ovalis is een keversoort uit de familie Schizophoridae. De wetenschappelijke naam van de soort is voor het eerst geldig gepubliceerd in 1953 door Bode.